# 金沢村 (鳥取県)
金沢村（かなざわそん）は、鳥取県日野郡にあった村。現在の西伯郡伯耆町の一部にあたる。

## 地理
大山西麓の広いすそ野に位置していた。
- 河川：白水川[3]

## 歴史
- 1889年（明治22年）10月1日、町村制の施行により、日野郡大坂村、富江村、福兼村、添谷村、大内村が合併して村制施行し、金沢村が発足[1][2]。旧村名を継承した大坂、富江、福兼、添谷、大内の4大字を編成[2]。
- 1909年（明治42年）大字大内で大火が発生し31戸が焼失[4]。
- 1916年（大正5年）大字富江で大火が発生し8戸が焼失[5]。
- 1918年（大正7年）4月1日、日野郡米原村と合併し日光村を新設して廃止された[1][2]。合併後、日光村大字大坂・富江・福兼・添谷・大内となる[2]。

## 産業
- 農業、林業[3]